# ハリウッド (アメリカのテレビドラマ)
『ハリウッド』（原題: Hollywood）は、2020年のアメリカ合衆国のテレビドラマシリーズ。第二次世界大戦後のハリウッド黄金時代を舞台に、俳優や映画製作者たちが懸命に夢を叶えようとする姿を描く。制作はライアン・マーフィーとイアン・ブレナン、出演はデヴィッド・コレンスウェット、ダレン・クリス、ローラ・ハリアー、ジョー・マンテロなど。全7話のリミテッドシリーズで、Netflixが2020年5月に全世界で配信した。

## あらすじ
第二次世界大戦後のハリウッド黄金時代、大手映画スタジオであるエーススタジオには様々な人達が集まっていた。きらびやかなエンターテイメントの世界で、俳優や映画製作者たちはどんな犠牲を払ってでも夢を叶えようと奮闘する。

## 登場人物

### メイン
ジャック・カステロ
演 - デヴィッド・コレンスウェット、日本語吹替 - 早志勇紀
俳優志望の若者。退役軍人。
レイモンド・エインズリー
演 - ダレン・クリス、日本語吹替 - 岸尾だいすけ
駆け出しの映画監督。カミールの恋人。
カミール・ワシントン
演 - ローラ・ハリアー、日本語吹替 - 兼安愛海
黒人の新人女優。レイモンドの恋人。
ディック
演 - ジョー・マンテロ、日本語吹替 - 中根徹
エーススタジオの重役。ゲイ。
アーニー
演 - ディラン・マクダーモット、日本語吹替 - 竹内良太
ガソリンスタンドの経営者で、かつて俳優を目指していた。
ロイ・フィッツジェラルド
演 - ジェイク・ピッキング、日本語吹替 - 小林親弘
新人俳優。ゲイでアーチーの恋人。
アーチー
演 - ジェレミー・ポープ、日本語吹替 - 八代拓
黒人の新人脚本家。ゲイでロックの恋人。
エレン・キンケイド
演 - ホランド・テイラー、日本語吹替 - 久保田民絵
エーススタジオの女性幹部。
クレア
演 - サマラ・ウィーヴィング、日本語吹替 - 渡谷美帆
若手女優。カミールのライバルで、エーススタジオ社長夫妻の娘。
ヘンリー・ウィルソン
演 - ジム・パーソンズ、日本語吹替 - 安達貴英
やり手の大物マネージャー。ゲイ。
エイヴィス
演 - パティ・ルポーン、日本語吹替 - 一城みゆ希
エーススタジオ社長の妻。

### リカーリング
ヘンリエッタ
演 - モード・アパトー、日本語吹替 - 山田唯菜
ジャックの妻で妊娠している。
ジャンヌ・クランドール
演 - ミラ・ソルヴィノ、日本語吹替 - 今泉葉子
人気女優でエーススタジオ社長の愛人。
アンナ・メイ・ウォン
演 - ミシェル・クルージ、日本語吹替 - 池田海咲
中国系アメリカ人女優。

### ゲスト
エース
演 - ロブ・ライナー、日本語吹替 - 片山公輔
エーススタジオ社長。エイヴィスの夫。

## エピソード
| 通算 話数 | タイトル                                                 | 監督                     | 脚本                                                    | 公開日       |
| --------- | -------------------------------------------------------- | ------------------------ | ------------------------------------------------------- | ------------ |
| 1         | "ハリウッド万歳" "Hooray for Hollywood"                  | ライアン・マーフィー     | ライアン・マーフィー & Ian Brennan                      | 2020年5月1日 |
| 2         | "ハリウッド万歳: パート2" "Hooray for Hollywood: Part 2" | Daniel Minahan           | ライアン・マーフィー & Ian Brennan                      | 2020年5月1日 |
| 3         | "無法者たち" "Outlaws"                                   | マイケル・アッペンダール | ライアン・マーフィー & Ian Brennan                      | 2020年5月1日 |
| 4         | "(スクリーン)テスト" "(Screen) Tests"                    | ジャネット・モック       | Ian Brennan & ジャネット・モック & ライアン・マーフィー | 2020年5月1日 |
| 5         | "自分を信じて飛べ" "Jump"                                | Michael Uppendahl        | ライアン・マーフィー & Ian Brennan                      | 2020年5月1日 |
| 6         | "メグ" "Meg"                                             | ジャネット・モック       | Ian Brennan & ジャネット・モック & Reilly Smith         | 2020年5月1日 |
| 7         | "ハリウッドならではの結末" "A Hollywood Ending"          | Jessica Yu               | Ian Brennan & ライアン・マーフィー                      | 2020年5月1日 |

## 製作
2019年2月23日、Netflixは本作の製作を発表した。イアン・ブレナンとライアン・マーフィーが製作を担当し、ブレナンとマーフィーはダレン・クリスとデヴィッド・コレンスウェットと共にエグゼクティブ・プロデュースを務めた。

## 評価

### 批評
本作は、批評集積サイトのRotten Tomatoesに122件のレビューがあり、批評家支持率は57%、平均点は10点満点で5.96点となっている。また、Metacriticには33件のレビューがあり、加重平均値は55/100となっている。